# David Nilsson (Leichtathlet)
David Nilsson (* 16. April 1987) ist ein schwedischer Langstreckenläufer.

## Werdegang
David Nilsson wuchs im südschwedischen Kalmar auf und entstammt einer Sportler-Familie. Sowohl die Eltern Carl-Gustaf und Katarina, als auch die Geschwister Marcus (* 1991, Zehnkämpfer), Ida (* 1981) und Johanna (1983–2013) sind und waren national und international erfolgreiche Athleten vom Mittelstreckenlauf bis hin zum Ultramarathon.
Bei den Leichtathletik-Europameisterschaften 2014 in Zürich (CHE) startete er im Marathon, konnte das Rennen jedoch nicht beenden. Ein Jahr später bei den Leichtathletik-Weltmeisterschaften 2015 in Peking (CHN) konnte er im Marathonlauf sechs Läufer hinter sich lassen und beendete den Wettkampf mit einer Zeit von 2:31:24 h auf dem 36. Platz. Den Halbmarathon bei den Leichtathletik-Europameisterschaften 2016 in Amsterdam (NLD) lief er in einer Zeit von 1:05:16 h, was den 23. Platz bedeutete. Bei den Leichtathletik-Weltmeisterschaften 2017 in London (GBR) erreichte er mit einer Zeit von 2:22:53 h den 52. Platz.
Seine beste Platzierung bei internationalen Meisterschaften erzielte er bei den Crosslauf-Europameisterschaften 2015 in Hyères (FRA) mit dem zehnten Platz in der Einzelwertung. Diesen Erfolg konnte er im Folgejahr jedoch nicht wiederholen, da er bei den Crosslauf-Europameisterschaften 2016 in Domus de Maria (ITA) während des Rennens aufgeben musste. Bei den Crosslauf-Europameisterschaften 2017 in Šamorín (SVK) landete er abgeschlagen auf dem 58. Platz.
Vordere Platzierungen erreichte David Nilsson unter anderem beim Barcelona-Halbmarathon (ESP) 2011 (1:05:56 h, 8. Platz), über 10.000 m bei der Sommer-Universiade 2013 in Kasan (RUS) (30:46,76 min, 12. Platz), beim Vancouver-Marathon (CAN) 2014 (2:27:46 h, 3. Platz) und beim Halbmarathon Venloop in Venlo (NLD) 2015 (1:04:11 h, 12. Platz). Seine aktuelle Marathon-Bestzeit von 2:15:40 h lief er beim Hamburg-Marathon 2017, womit er den achten Platz erzielen konnte. Mehrere Teilnahmen beim Stockholm-Marathon (SWE) 2011, 2012, 2013 und 2014 sowie bei den Grand 10 Berlin (inzwischen „The Great 10k Berlin“) 2013 und 2017 brachten ihm weitere vordere Platzierungen ein.
Beim Ageo-Halbmarathon in Japan, der alljährlich eine weltweit einmalige Leistungsbreite der Finisher aufweist, verbesserte David Nilsson im November 2018 auf dem fünften Platz ins Ziel kommend seine bisherige Halbmarathon-Bestzeit (1:03:34 h, 26. März 2017, Venlo (NLD)) auf 1:02:09 h, was neuen schwedischen Landesrekord bedeutete.
Sechs Tage später gewann David Nilsson in Saitama (JPN) den Heisei Kokusai University Time Trials über 10.000 m in 29:33,54 min. Eine weitere Woche später stellte er im Dezember 2018 beim 43. Kumamoto Kosa 10-Meilen Rennen in Kōsa, Präfektur Kumamoto (JPN) mit dem 22. Platz den nächsten schwedischen Rekord ein, indem er diesen über 10 Meilen von 48:34 min auf 47:10 min verbesserte. Nochmals eine Woche später bei den Crosslauf-Europameisterschaften 2018 in Tilburg (NLD) stieg er am 9. Dezember während des Wettkampfes aus.

## Persönliche Bestzeiten
Outdoor
- 1000 m: 2:31,62 min, 23. Juli 2009, Karlstad (SWE)
- 1500 m: 3:50,07 min, 8. Juli 2020, Huddinge (SWE)
- 2000 m: 5:17,76 min, 10. August 2020, Sollentuna (SWE)
- 3000 m: 7:57,55 min, 1. August 2020, Hallsberg (SWE)
- 3000 m Hindernis: 9:22,72 min, 7. Juli 2007, Sävedalen (SWE)
- 5000 m: 13:44,55 min, 25. Juli 2020, Göteborg (SWE)
- 10.000 m: 28:32,82 min, 23. Juni 2020, Stockholm (SWE)
- 5-km-Straßenlauf: 13:42 min, 19. Juli 2020, Nijmegen (NLD) (Schwedischer Rekord)
- 10-km-Straßenlauf: 28:13 min, 8. November 2020, Dresden
- 15-km-Straßenlauf: 43:34 min, 17. November 2019, Nijmegen (NLD) (Schwedische Bestleistung)
- 10-Meilen-Straßenlauf: 47:10 min, 2. Dezember 2018, Kōsa (JPN) (Schwedische Bestleistung)
- 20-km-Straßenlauf: 1:00:31 h, 1. März 2020, Alphen aan den Rijn (NLD)
- Halbmarathon: 1:01:40 h, 17. Oktober 2020, Gdynia (POL)
- Marathon: 2:10:09 h, 1. Dezember 2019/6. Dezember 2020, Valencia (ESP)

Indoor
- 1500 m: 3:54,54 min, 19. Februar 2015, Stockholm (SWE)
- 2000 m: 5:23,61 min, 13. Februar 2016, Gent (BEL)
- 3000 m: 7:58,35 min, 13. Februar 2021, Sollentuna (SWE)
- 5000 m: 14:03,28 min, 30. Januar 2016, Boston (USA)
- 10.000 m: 29:24,43 min, 5. März 2016, Huddinge (SWE)

## Persönliche Erfolge
International
- 2. Platz Nordic Cross Country Championships 2016, Kristiansand (NOR), 12. November, 9 km, 29:58 min
- 3. Platz Nordic Cross Country Championships 2015, Göteborg (SWE), 7. November, 9 km, 27:20 min

National
- 2. Platz Swedish 10 km Championships 2019, Stockholm (SWE), 13. Juni, 10 km, 29:31 min
- 4. Platz Swedish Cross Championships 2018, Ekerum (SWE), 28. Oktober, 12 km, 38:11 min
- 5. Platz Swedish Cross Championships 2018, Ekerum (SWE), 27. Oktober, 4 km, 12:07 min
- 3. Platz Swedish Cross Championships 2017, Eskilstuna (SWE), 28. Oktober, 4 km, 12:27 min
- 2. Platz Swedish Cross Championships 2016, Västerås (SWE), 23. Oktober, 12 km, 37:50 min
- 5. Platz Swedish 10.000 m Championships 2016, Sollentuna (SWE), 26. August, 10.000 m, 29:42,25 min
- 4. Platz Swedish Cross Championships 2015, Uddevalla (SWE), 25. Oktober, 12 km, 37:28 min
- 4. Platz Swedish 10.000 m Championships 2014, Umeå (SWE), 1. August, 10.000 m, 29:50,22 min
- 5. Platz Swedish 10 km Championships 2014, Malmö (SWE), 12. Juli, 10 km, 29:49 min
- 4. Platz Swedish Cross Championships 2013, Falun (SWE), 27. Oktober, 12 km, 39:37 min
- 2. Platz Swedish Cross Championships 2011, Uppsala (SWE), 17. April, 12 km, 38:35 min

Verschiedene Gewinne
- Stockholm Halbmarathon (SWE), 9. September 2017, 1:06:54 h
- Abdijcross, Kerkrade (NLD), 15. Januar 2017, 10,5 km, 33:46 min
- European Halloween Cross, Middelfart (DNK), 29. Oktober 2016, 9 km, 29:58 min
- Lillebælt Halbmarathon, Middelfart (DNK), 7. Mai 2016, 1:07:51 h
- Stockholm Halbmarathon (SWE), 12. September 2015, 1:10:41 h